# Liste des maires de Dreux
Cet article dresse une liste par ordre de mandat des maires de Dreux.

## Liste des maires

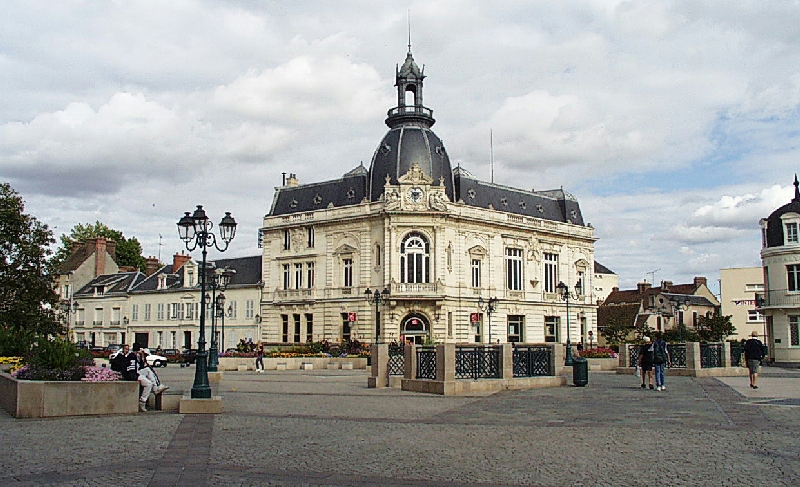
L'hôtel de la Caisse d'épargne de Dreux et ancien hôtel de ville, construit en 1893-1894.

### Liste des syndics et maires d'Ancien Régimesuccessifs
| Période                                  | Période | Identité                 | Étiquette | Qualité |
| ---------------------------------------- | ------- | ------------------------ | --------- | ------- |
| Les données manquantes sont à compléter. |         |                          |           |         |
| 1192                                     | 1196    | Chétien, fils d'Ermenold |           |         |
| 1196                                     | 1224    | Godefroy Bourgoing       |           |         |
| 1224                                     | 1234    | Robert Piauger           |           |         |
| 1234                                     |         | Garin de Bochart         |           |         |
| Les données manquantes sont à compléter. |         |                          |           |         |
| 1383                                     |         | Philippe de Villiers     |           |         |
| Les données manquantes sont à compléter. |         |                          |           |         |
| 1422                                     | 1423    | Guillaume de Villiers    |           |         |
| 1423                                     | 1424    | Gilles Olivier           |           |         |
| 1424                                     | 1425    | Robert Leclerc           |           |         |
| 1425                                     | 1426    | Guillaume Turpin         |           |         |
| 1426                                     | 1427    | Guillaume de Villiers    |           |         |
| 1427                                     | 1428    | Gilles Letellier         |           |         |
| 1428                                     | 1429    | Robert Leclerc           |           |         |
| 1429                                     | 1430    | Gilles Letellier         |           |         |
| 1430                                     | 1431    | Nicolas Jabin            |           |         |
| 1431                                     | 1434    | Robert Jabin             |           |         |
| 1434                                     | 1435    | Guillaume de Villiers    |           |         |
| 1435                                     | 1438    | Gervais Jabin            |           |         |
| 1438                                     | 1443    | Gilles de Bourdonne      |           |         |
| 1443                                     | 1445    | Pierre Olivier           |           |         |
| 1445                                     | 1447    | Jean de Hauteterre       |           |         |
| 1447                                     | 1449    | Gervais Jabin            |           |         |
| 1449                                     | 1453    | Robert Richard           |           |         |
| 1453                                     | 1455    | Nicolas Mussard          |           |         |
| 1455                                     | 1456    | Pierre Olivier           |           |         |
| 1456                                     | 1457    | Nicolas Mussard          |           |         |
| 1457                                     | 1462    | Gervais Jabin            |           |         |
| 1462                                     | 1470    | Pierre de Hauteterre     |           |         |
| 1470                                     | 1486    | Antoine de Villiers      |           |         |
| Les données manquantes sont à compléter. |         |                          |           |         |
| 1490                                     | 1495    | Guillaume Herouard       |           |         |
| 1495                                     | 1497    | Thibault de Hauteterre   |           |         |
| 1497                                     | 1500    | Jean de Hauteterre       |           |         |
| Les données manquantes sont à compléter. |         |                          |           |         |

### Liste des maires successifs
| Période                                  | Période        | Identité                             | Étiquette                  | Qualité |
| ---------------------------------------- | -------------- | ------------------------------------ | -------------------------- | --- |
| Les données manquantes sont à compléter. |                |                                      |                            | |
| 1800                                     | 1808           | Thomas Joly                          |                            | Général de brigade. Né en 1748. Décédé en 1820 |
| 1808                                     | 1815           | Claude Rotrou                        |                            | Employé dans les vivres à Paris. né en 1754. Décédé en 1829 |
| 1815                                     | 1818           | Charles Joseph Mahiel de Saint Clair |                            | Capitaine commandant du régiment des Chasseurs de la Fère. Né en 1737. Décédé en 1825 |
| 1818                                     | 1828           | Claude de Chaulnes                   |                            | Officier au régiment de Rohan-Soubise. Né en 1754. Décédé en 1829 |
| 1828                                     | 1830           | Louis Caillé                         |                            | Marchand de bois. Président du Tribunal de commerce. Né en 1775. Décédé en 1833 |
| 1830                                     | 1834           | Jacques Robillard                    |                            | Notaire. Né à Maintenon en 1787 |
| 1834                                     | 1848           | Pierre Demonferrand                  |                            | Notaire à Dreux. Conseiller général d'Eure-et-Loir (1833-1848). Né à Issoudun (Indre) |
| 1848                                     | 1852           | Jacques Mésirard                     |                            | Conseiller général d'Eure-et-Loir (1848-1869). Avoué à Dreux. Né en 1789. Décédé en 1870 |
| 1852                                     | 1855           | Louis La Mésange                     |                            | Maître maçon (1784-1859), donateur au musée de Dreux des tableaux Le Siège de La Rochelle et L'Hôtel de Rambouillet de François-Hippolyte Debon (1807-1972). |
| 1855                                     | 1869           | Jacques Mésirard                     |                            | Conseiller général d'Eure-et-Loir (1848-1869) |
| 1869                                     | 1869           | Jacques Gromard                      |                            | Né en 1807. Décédé en 1894. Entrepreneurs de diligences Président du tribunal de commerce |
| 1869                                     | 1870           | Eugène Batardon                      |                            | Conseiller général d'Eure-et-Loir (1869-1871). Notaire à Dreux. Né en 1819. décédé en 1895 |
| 1870                                     | 1871           | Elie Tilleul                         |                            | Né en 1804 à Châteauneuf-en-Thymerais. Mort en 1893 à Caudebec-en-Caux |
| 1871                                     | 1871           | Eugène Batardon                      |                            | Conseiller général d'Eure-et-Loir (1869-1871). Reprend ses fonctions pour un mois seulement |
| 1871                                     | 1878           | Léopold Poirier                      |                            | Avoué. Né à Barbezieux (Charente) en 1824 |
| 1878                                     | 1880           | Louis Dubois                         | Progressiste               | Député d'Eure-et-Loir (1895-1902) Conseiller général d'Eure-et-Loir (1895-1906) |
| 1880                                     | 1882           | Pierre Fortin                        |                            | Receveur de l'administration des canaux du Loing et d'Orléans. Né à Montargis en 1813. Mort en 1896 |
| 1882                                     | 1884           | Louis Dubois                         | Progressiste               | Député d'Eure-et-Loir (1895-1902) Conseiller général d'Eure-et-Loir (1895-1906) |
| 1884                                     | 1886           | Charles Bonnet                       |                            | Pharmacien. Né en 1842 aux Grands-Chazeaux (Haute-Vienne), décédé en 1899. Démissionne après son échec aux élections au Conseil général |
| 1886                                     | 1888           | Louis Dubois                         | Progressiste               | Député d'Eure-et-Loir (1895-1902) Conseiller général d'Eure-et-Loir (1895-1906) |
| 1888                                     | 1895           | Louis Terrier                        | Centre gauche              | Député d'Eure-et-Loir (1889-1895) Ministre d'État (1893) Conseiller général d'Eure-et-Loir (1886-1895) |
| 1895                                     | 1899           | Charles Bonnet                       |                            | Pharmacien. Né en 1842 aux Grands-Chazeaux (Haute-Vienne). Décédé en 1899 pendant son mandat |
| 1899                                     | 1899           | Ferdinand Alphonse Lefèvre           |                            | Huissier. Né en 1842. Décédé en 1899 pendant son mandat. |
| 1899                                     | 1908           | Alphonse Barre                       |                            | Minotier. Né en 1844. Décédé en 1922. |
| 1908                                     | 1940           | Maurice Viollette                    | PRRRS puis PRS puis GD     | Député d'Eure-et-Loir (1902-1919) et (1924-1930) Sénateur d'Eure-et-Loir (1930-1939) Ministre d'État (1936-1938) Président du conseil général d'Eure-et-Loir (1920-1941) Conseiller général d'Eure-et-Loir (1906-1941) Révoqué par le gouvernement de Vichy                                                   |
| 1941                                     | 1942           | André Trubert                        |                            | Avoué à Dreux. Né en 1869, décédé en 1943 |
| 1942                                     | 1944           | Georges Moreau                       |                            | Ancien notaire à Abondant. Né en 1879, décédé en 1962 |
| 1945                                     | 1959           | Maurice Viollette                    | PRRRS puis UDSR puis PRRRS | Député d'Eure-et-Loir (1945-1955) Président du conseil général d'Eure-et-Loir (1945-1960) Conseiller général d'Eure-et-Loir (1945-1960) |
| 1959                                     | 1965           | Georges Rastel                       | UDSR                       | Député d'Eure-et-Loir (1951) Conseiller général d'Eure-et-Loir (1960-1967) |
| 1965                                     | 1977           | Jean Cauchon                         | MRP puis CD puis CDS       | Sénateur d'Eure-et-Loir (1971-1989) Conseiller général d'Eure-et-Loir (1973-1982) |
| 1977                                     | Mars 1983      | Françoise Gaspard                    | PS                         | Députée européenne Députée d'Eure-et-Loir (1981-1988) |
| Mars 1983                                | Septembre 1983 | Marcel Piquet                        | PS                         | |
| Septembre 1983,                          | 1995           | Jean Hieaux,                         | RPR                        | |
| 19 juin 1995                             | Octobre 1996   | Gérard Hamel                         | RPR                        | Député d'Eure-et-Loir (1993-2012) Conseiller régional du Centre (1992-1995) Conseiller municipal de Tremblay-les-Villages (1983-1989) Président de la Communauté d'agglomération du Drouais (2002-2009) Président de la CA de Dreux agglomération (2009-2014) Président de la CA du Pays de Dreux depuis 2014 |
| 1996                                     | Juillet 2020   | Gérard Hamel,                        | RPR puis UMP puis LR       | Député d'Eure-et-Loir (1993-2012) Conseiller régional du Centre (1992-1995) Conseiller municipal de Tremblay-les-Villages (1983-1989) Président de la Communauté d'agglomération du Drouais (2002-2009) Président de la CA de Dreux agglomération (2009-2014) Président de la CA du Pays de Dreux (2014-2020) |
| Juillet 2020                             | En cours       | Pierre-Frédéric Billet               | LR                         | Ancien Directeur de cabinet de Gérard Hamel Conseiller régional Région Centre-Val de Loire (2021-2027) |